# Bangalore Venkata Raman
Dr. B.V. Raman (8 août 1912 - 20 décembre 1998) est un astrologue indien. Il fonda en 1936 la revue The Astrological Magazine.